# Jaime (football)
Pour les articles homonymes, voir Jaime.
Jaime Sánchez Fernández, plus communément appelé Jaime, est un footballeur espagnol né le 20 mars 1973 à Madrid. Il évoluait au poste de milieu défensif.

## Biographie
Après un passage au RSD Alcalá au début de sa carrière, il devient joueur du Real Madrid en 1993,,.
Après avoir évolué dans les équipes inférieures, il est devenu joueur de l'équipe principale en 1996,.
En 1996-1997, il est prêté au Racing de Santander,,.
Il remporte la Ligue des champions lors de la saison 1997-98. Le Real Madrid gagne 1-0 contre la Juventus FC lors de la finale,.
En 1999, il rejoint le Deportivo La Corogne,.
Avec le Deportivo, il est sacré Champion d'Espagne en 2000,.
Il est prêté ensuite successivement au Racing de Santander en 2000-2001, au CD Tenerife en 2001-2002 et en Allemagne à Hanovre 96 en 2002-2003 et en 2004,.
En 2004, Jaime rejoint l'Albacete Balompié,.
Après une unique saison avec Albacete, il devient joueur du Racing de Ferrol,.
Il raccroche les crampons en 2006,.
Jaime dispute durant sa carrière 172 matchs pour 4 buts marqués en première division espagnole ainsi que 32 matchs de première division allemande pour un but marqué. Au total, en compétitions européennes, il dispute 12 matchs de Coupe des clubs champions et 3 matchs de Coupe UEFA.

## Palmarès
| Real Madrid - Supercoupe d'Espagne (1) : - Vainqueur : 1997. - Ligue des champions (1) : - Vainqueur : 1997-98. |  | Deportivo La Corogne - Championnat d'Espagne (1) : - Champion : 1999-00. |